# Homosexualité
Cet article concerne l'homosexualité humaine. Pour les autres espèces, voir Comportement homosexuel chez les animaux.
Pour un article plus général, voir LGBT.
L'homosexualité (terme forgé au XIXe siècle) désigne l'attirance sexuelle ou amoureuse envers une personne du même sexe ou du même genre que le sien,,,.
L'homosexualité est l'une des principales catégories d'orientation sexuelle au sein de la sexualité humaine, avec l'hétérosexualité et la bisexualité. Bien qu'en proportion minoritaire, on la retrouve dans tous les groupes ethniques et quelle que soit l'époque. On observe également des comportements homosexuels entre femelles ou entre mâles chez les autres espèces du règne animal.
Dans l'Occident contemporain, s'est établie une nomenclature d'usage pour définir les orientations sexuelles associées à l'homosexualité :
- le terme « gay » est généralement utilisé pour définir les hommes homosexuels ;
- le terme « lesbienne » est exclusivement utilisé pour désigner des femmes homosexuelles[u 3] ;
- le terme « bisexuel » est utilisé pour designer les individus attirés par plus d'un genre ;
- le sigle LGBT (pour « lesbiennes, gays, bisexuels, transgenres ») et ses variantes (comme LGBTQIA+) sont utilisés pour élargir inclusivement le champ des désignations à toutes les personnes non hétérosexuelles cisgenre[u 4] ;
- les personnes non binaires peuvent également se reconnaître dans l'orientation gay ou lesbienne[1].

De nombreux individus homosexuels se désignent comme exclusivement attirés par des personnes de même sexe. Certaines études suggèrent toutefois de considérer l'orientation sexuelle comme un spectre continu, dont l'homosexualité et l'hétérosexualité seraient les deux extrémités.
Selon les époques et les cultures, l'homosexualité sous ses différentes formes est plus ou moins acceptée ou réprimée. Au début du XXIe siècle, la tendance, dans les sociétés occidentales, est à l'acceptation et, dans certains pays, à l'établissement d'un statut légal (union civile ou mariage entre personnes de même sexe). Toutefois, en 2020, 69 pays (principalement en Afrique et au Moyen-Orient) condamnent encore les auteurs « d'actes homosexuels » à des peines plus ou moins sévères, allant jusqu'à l'emprisonnement à perpétuité ou la peine de mort.

## Périmètre

### Histoire
Au cours du Moyen-Âge, il n'existe pas de personne homosexuelle mais uniquement des actes homosexuels.
Si la sodomie est relativement peu condamnée pendant le Moyen-Âge, la colonisation de l'Amérique par les puissances européennes, en premier lieu l'Espagne, provoque un très fort durcissement de la condamnation légale et morale des relations sexuelles entre hommes. En effet, le royaume espagnol utilise, dans le contexte de la controverse de Valladolid, les pratiques homosexuelle des autochtones d'Amérique pour les dépeindre comme amoraux et ainsi moralement justifier la colonisation de leurs terres et les conversions forcées au christianisme. Cette époque est la première fois que l'homosexualité prend une dimension identitaire.
Sous l'impulsion de la sexologie, l'homosexualité se cristallise comme une identité à part entière.
Le terme « homosexualité » et la notion moderne qu'il définit sont apparus en français à la fin du XIXe siècle. En 1868 et 1869, l'écrivain hongrois Karl-Maria Kertbeny forge les mots allemands homosexuell et Homosexualität en associant la racine grecque (homo « semblable », parfois confondue avec le substantif latin homo « homme ») et la racine latine (sexualis « sexuel »). Les mots français homosexualité, homosexuel et homosexuelle apparaissent peu après, rapidement rejoints par l'antonyme hétérosexuel.
Le psychiatre américain Judd Marmor propose en 1974 : « Peut être considérée comme homosexuelle une personne qui, durant sa vie adulte, manifeste une préférence pour des personnes de son propre sexe, est sexuellement attirée par ces personnes et a habituellement, mais pas nécessairement, des relations sexuelles avec une ou plusieurs de ces personnes ».

### Terminologie

#### Étymologie et évolution sémantique
L'utilisation rétroactive du terme homosexualité pour parler de relations sexuelles entre hommes avant le XIXe siècle fait l'objet d'un débat : certains historiens soutiennent que c'est un abus de langage, qu'il n'a de pertinence que dans son usage et contexte strictement contemporains, le sens actuel du mot ne pouvant désigner des pratiques qui, à d'autres époques, étaient socialement différentes, d'où des contresens, des anachronismes et des abus tels des projections. Bien que chaque culture approche l'homosexualité d'une façon différente, d'autres répliquent que la distinction de base, celle entre amour du même sexe et amour du sexe opposé, tout comme la notion des catégories sociologiques qui en résultent, ont toujours existé ; il leur paraît donc pertinent de discuter l'histoire de l'orientation et des pratiques sexuelles en utilisant les termes homosexuel, hétérosexuel, malgré le fait que les personnes concernées ne se seraient pas forcément reconnues sous ces qualifiants sexo-identitaires,.

### Homosexualité comme pratique

#### Pratiques chez les animaux
En 2005, Bruce Bagemihl répertorie plus de 450 espèces chez lesquelles ont été observées des pratiques homoérotiques. Celles-ci comprennent notamment les abeilles, bonobos, castors, chauve-souris, chèvres, chiens, chimpanzés et certains autres singes, hannetons, lions, lucioles, pigeons, poulains, poules, tourterelles et vaches. Ce comportement n'étant que rarement exclusif, plusieurs chercheurs excluent l'idée d'appliquer le concept d'homosexualité au règle animal,,.

## Histoire de l'homosexualité

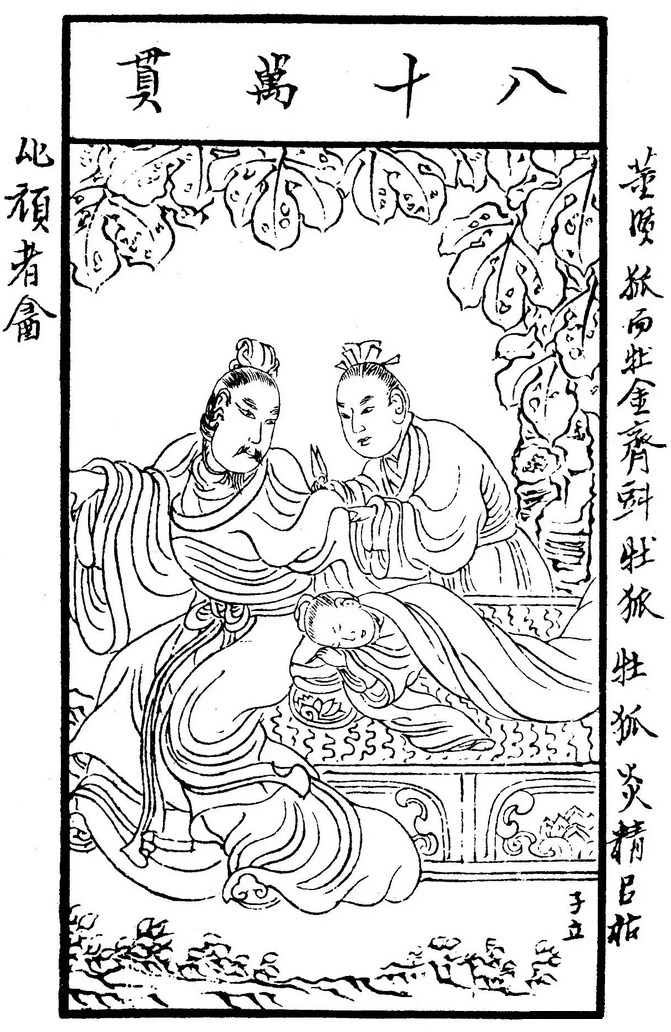
Carte à jouer du XVIIe siècle réalisée par Chen Hongshou représentant la passion de la manche coupée, c'est-à-dire l'empereur Han Aidi coupant sa manche plutôt que de réveiller son amant Dong Xian.

L'histoire de l'homosexualité est une histoire multiple. Elle regroupe diverses histoires différentes en fonction des aires géographiques, même si la mondialisation, en particulier culturelle, politique et sanitaire permet l'émergence d'une histoire mondiale de l'homosexualité. Jusqu'à la fin du XIXe siècle, il n'y a ainsi pas d'histoire mondiale unifiée de l'homosexualité, mais des histoires locales définies sur des aires linguistiques, culturelles, religieuses et politiques, que ce soit en Afrique, en Amérique, en Asie, en Europe, au Moyen-Orient, en Océanie.
L'homosexualité en tant que concept n'apparaît pas avant la fin du XIXe siècle : avant cela, les mœurs privées ne sont que peu légiférées tant qu'elles ne portent pas atteinte à l'ordre public, et les éléments de débat portent plus sur des pratiques (comme la sodomie) que sur l'idée, bien plus tardive d'une « orientation sexuelle ». De même, contrairement à une croyance répandue l'homosexualité intime n'a pas toujours fait l'objet en Europe d'une condamnation par l’État ou l’Église : seules certaines époques se sont emparées de la question pour en faire un sujet politique (par exemple au XIIIe siècle pour l’Église catholique, avec la sacralisation du mariage), alors que d'autres ont autorisé une tolérance assez large. Certaines époques ont même mis l'homosexualité « à la mode », comme le siècle de Louis XIV fasciné par la Grèce antique, l'entre-deux-guerres parisien et le vent de liberté incarné par Proust et Gide, ou l'entre-deux-guerres allemand, terreau du « Premier mouvement homosexuel ».
Quatre ensembles d'évènements vont aboutir à l'émergence d'histoires globales de l'homosexualité : le colonialisme européen, qui s'accompagne d'une diffusion du christianisme ainsi que du système de rôles sociaux occidentaux en Amérique, en Afrique et en Asie ; l'émergence du premier mouvement homosexuel organisé, qui évoluera par la suite en mouvement LGBT, et permettra de porter des revendications politiques dans le monde ; la mondialisation, qui permet à des œuvres musicales, cinématographiques ou littéraires de circuler largement ; et l’épidémie de Sida, qui affecte toutes les communautés homosexuelles dans le monde. Le 17 mai 1990 que l'Organisation mondiale de la santé a retiré l'homosexualité de la liste des maladies mentales.
Les hommes homosexuels et les lesbiennes ont aussi une histoire parfois commune, parfois évoluant de manière parallèle. Enfin, l'histoire de l'homosexualité a de nombreux liens avec l'histoire de la bisexualité ou plus généralement des autres minorités sexuelles et de genre.

## Démographie

### Statistiques générales
Dans les années 1950, les rapports Kinsey ont montré que 37 % des hommes interrogés ont eu au moins une « expérience homosexuelle » ; ces hommes s'identifient parfois comme homosexuels, parfois comme bisexuels, et parfois comme hétérosexuels. Dans les années 1990, de 2 à 11 % des américains ont une relation sexuelle homosexuelle au cours de leur vie,. Dans une étude de 2006, 20 % répondent anonymement avoir des sentiments homosexuels tandis que 2-3 % s'identifient comme homosexuels.
Un sondage américain de 2013 donne 1,6 % des individus s'affirmant comme gays et lesbiennes et 0,7 % comme bisexuels. Des recherches récentes indiquent que 2 à 7 % des hommes et que 1 % des femmes se considéreraient comme homosexuels.
Au Canada, 1,1 % de la population déclare être gai en 2011  et en Grande-Bretagne 1,5 % (2010) ; en France (pour 2010-2015), les chiffres varient entre 1 et 3 % chez les femmes et entre 3 et 7 % chez les hommes pour celles et ceux qui se reconnaissent correspondre au fait d'être « homosexuels »,.

## Expériences de vie
Dans Réflexions sur la question gay, Didier Eribon dresse une liste de toutes les expériences de vie commune aux personnes homosexuelles : la confrontation, dès l'enfance, aux insultes homophobes, et ce bien avant toute expérience sexuelle ; la difficulté, parfois jusqu'à la rupture, de maintenir des relations familiales ; la migration loin de son lieu de naissance, vers les grandes villes ou l'étranger ; la prise en compte de l'homophobie dans le choix d'une carrière professionnelle ; l'importance de l'amitié et plus généralement des liens communautaires comme famille de substitution ; la remise en cause, plus ou moins douloureuse, de l'évidence de fonder soi-même une famille ; et, enfin, un certain rapport au secret et à sa révélation, à la fierté et à la honte.
Anne et Marine Rambach, dans La culture gaie et lesbienne, soulignent que cette cartographie est amenée à changer en fonction du contexte social et légal : elles citent l'exemple de la fondation d'une famille, qui ne se pose pas de la même manière quand l'adoption est ouverte aux couples homosexuels et la procréation médicalement assistée aux couples lesbiens. À la liste de Didier Eribon, elles ajoutent le coming-out, la réalisation de son désir homosexuel, la participation active ou passive à des conversations homophobes, la première rencontre avec une personne homosexuelle, la découverte du milieu gay et lesbien, la fréquentation de lieux de drague, et la remise en cause du modèle conjugal traditionnel, avec mariage et enfants.

### Coming out
Un coming out, raccourci de l'expression coming out of the closet, parfois francisé sortir du placard, est l'annonce volontaire d'une orientation sexuelle, d'une identité de genre ou d’une variation des caractéristiques sexuelles.
Le coming out peut se faire dans un ou plusieurs milieux : les membres de la famille (proche/éloignée), les amis, les collègues, les voisins, etc.
Par extension, le terme coming out peut désigner l'annonce publique de toute caractéristique personnelle, jusque-là tenue secrète par peur du rejet ou par discrétion.
Être in désigne des personnes qui se définissent par exemple homosexuelles ou transgenres, mais qui ne l'annoncent pas, par peur du rejet ou de la discrimination que cela peut engendrer, ou simplement par discrétion. Être out, à l'inverse, signifie ne pas dissimuler son orientation sexuelle ou son identité de genre. Être outé, c'est voir ces caractéristiques rendues publiques sans son consentement, voire contre sa volonté.

### Sociabilité
L'homosocialisation ou socialisation LGBT est le processus par lequel les personnes LGBT se rencontrent, communiquent et intègrent la communauté LGBT,,.

### Parentalité
L'homoparentalité définit une structure familiale dans laquelle un couple de même sexe élève un ou des enfants, ou bien l'ensemble des situations dans lesquelles l'enfant a au moins l'un de ses deux parents qui se définit comme gay ou lesbienne.
Les enfants peuvent  être nés au sein d'unions antérieures du couple, être issus d'une forme de coparentalité entre un couple lesbien et un couple gay, être conçus par don de sperme artisanal ou procréation médicalement assisté pour les couples lesbiens, avoir été conçu par gestation pour autrui pour les couples gays ou avoir été adoptés. L'accès légal à ces techniques varient grandement en fonction des pays.

### Culture

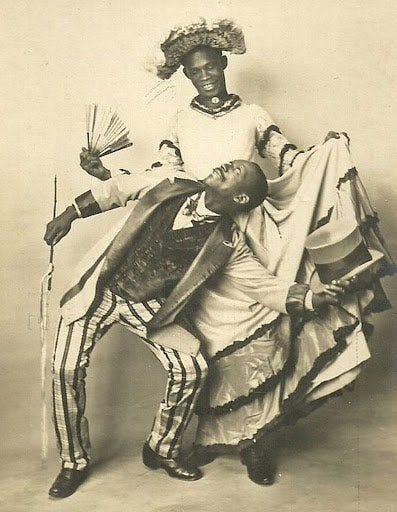
Charles Gregory et Jack Brown, l'un travesti, étaient des artistes américains à qui l'on doit l'introduction de la danse Cake-Walk, très populaire à Paris en 1902.

La culture homosexuelle, aussi désignée comme culture LGBT, est partagée non pas uniquement par les personnes homosexuelles mais par toutes les minorités sexuelles et de genre, en particulier les personnes LGBT. Elle correspond à la fois les pratiques culturelles créées par les personnes LGBT dans une optique communautaire, telle que la ball culture ou la littérature lesbienne, mais aussi les productions artistiques qui ne sont pas conçues pour ce public mais y rencontrent une réception particulière. Cette particularité peut se manifester par une réceptivité très forte, par exemple concernant le disco ou le concours eurovision de la chanson, mais prend aussi la forme d'une réappropriation active de productions culturelles par le public LGBT afin d'en enrichir le sens. Toutes les personnes homosexuelles ne s'identifient toutefois pas à la culture LGBT ; cela peut être dû à la distance géographique, à l'ignorance de l'existence de la sous-culture, à la peur de la stigmatisation sociale ou à la préférence personnelle.

## Militantisme

Le drapeau arc-en-ciel, symbole du mouvement LGBT.

## Sociologie

### Santé
Comparativement aux hétérosexuels, les non hétérosexuels sont deux à trois fois plus susceptibles d'avoir été victimes de violence sexuelle pendant leur enfance.
Comparativement à la population générale, les sous-populations non hétérosexuelles courent un risque élevé de souffrir de divers problèmes de santé et de santé mentale. D'après le même rapport, elles ont en outre environ 1,5 fois plus de risques de souffrir de troubles anxieux que les membres de la population hétérosexuelle, et environ le double du risque de dépression, 1,5 fois le risque de toxicomanie, et près de 2,5 fois le risque de suicide, plus élevé chez les jeunes adultes.
Les homosexuels subissent souvent de l'homophobie au point que l'une des causes de suicide chez les jeunes gays et lesbiennes de 15 à 34 ans est la souffrance ressentie du fait de leur exclusion, plus ou moins marquée, par leur environnement social. Un jeune homosexuel aurait entre quatre et sept fois plus de risque d'attenter à sa vie qu'un jeune hétérosexuel, chiffre à augmenter de 40 % pour les jeunes filles.

#### Prévalence du VIH
Dans les années 1980, l'épidémie du sida a durement touché les communautés LGBTQ.

### Perceptions de l'homosexualité
La perception en termes de désirabilité sociale concernant l'homosexualité varie selon le genre, les hommes ont plus tendance que les femmes à utiliser des traits moins désirables pour décrire l'homosexualité ; les adolescents perçoivent les homosexuels comme moins désirables et moins utiles socialement que les hétérosexuels.
L'apparition régulière de l'homosexualité dans le débat public des sociétés occidentales suscite la controverse. Les débats politiques à l'occasion de la modification des législations sont souvent passionnés même si ce n'est pas toujours le cas (au Portugal en 2010). Le vote des lois permettant l'égalité de tous les couples devant le mariage s'est fait à une courte majorité en Argentine (après quinze heures de débats houleux), dans l'État de New York en 2011 et celui de Washington en 2012. Le droit de veto est parfois employé par la personne chargée de promulguer la loi (New Jersey en 2012). Les négociations avec les Églises, courantes aux États-Unis, avaient donné lieu au vote d'exemptions religieuses, pour que certaines Églises ne soient pas obligées de marier des couples de même sexe. Aux États-Unis, quelques États ont modifié leur constitution pour définir le mariage comme étant celui d'un homme et d'une femme. Cependant, ces modifications ont été abrogées sous le mandat de Joe Biden, avec un vote au Congrès incluant des élus Républicains, le 13 décembre 2022, ce qui protège désormais complètement le mariage homosexuel.
En France, des débats ont donné lieu à des échanges parfois violents (comparaison avec la zoophilie, la pédophilie). L'ancien représentant de l'Église catholique, Benoît XVI, avait déclaré, en 2012 : « le mariage homosexuel menace l'avenir de l'humanité ».
Dans plusieurs pays, notamment occidentaux et d'Asie du Sud-Est, l'homosexualité est plutôt considérée comme une forme « banale » de sexualité qui n'a pas à faire l'objet d'une stigmatisation particulière, d'où une reconnaissance officielle de la possibilité de mariage homosexuel. Cependant, même dans les pays qui acceptent ces unions, des sondages ont reflété un certain désaccord social sur le bien-fondé de cette ouverture, cependant l'évolution est plutôt allé vers l'acceptation. Par ailleurs, même dans les pays où l'homosexualité est relativement banalisée, tous les homosexuels ne vivent pas forcément bien leur homosexualité car leurs proches et/ou une partie de leur entourage social ne l'acceptent pas forcément.

#### Acceptation sociale

##### Homophobie
L'homophobie constitue un comportement ou une pensée à rapprocher de notions telles que racisme, sexisme, antisémitisme, et constituant une discrimination ou une forme de violence fondée sur l'appartenance à un groupe. Les agressions homophobes peuvent être verbales, psychologiques ou physiques : insulte, barbarie, harcèlement, viol, meurtre (aux États-Unis, la torture ayant entraîné la mort de Matthew Shepard en 1998 dans le Wyoming).
Dans le vocabulaire des injures, celles-ci sont souvent misogynes ou homophobes.
Le rejet de l'homosexualité ou des homosexuels par certaines sociétés vient d'une méconnaissance de cette thématique. Pour exemple, certaines personnes et certaines sociétés entretiennent l'amalgame entre l'homosexualité, la pédérastie et la pédocriminalité.
Les comportements homophobes et transphobes, souvent associés, expliquent le rapprochement entre certains militants homosexuels et transgenres, bien que l'identité de genre soit largement indépendante de l'orientation affective et sexuelle.

##### Lutte contre l'homophobie
À l'initiative de Louis-Georges Tin, auteur du Dictionnaire de l'homophobie, le 17 mai est maintenant la date de la journée mondiale contre l'homophobie et la transphobie. Cette date a été choisie pour célébrer l'anniversaire du retrait de l'homosexualité des maladies mentales par l'Organisation mondiale de la santé en 1990. La première édition de cette journée a eu lieu en 2005 et a été relayée dans quarante pays différents.

#### Théories sur l'origine de l'homosexualité humaine

##### Homosexualité et neurosciences
Dans les années 2000, les recherches en neurosciences ont montré que les êtres humains stimulent leurs zones érogènes car cela procure des récompenses / renforcements dans le cerveau. Ces récompenses, en particulier l'orgasme, sont perçues au niveau de la conscience comme des sensations de plaisirs érotiques et de jouissances. En simplifiant, l'être humain recherche les activités sexuelles car elles procurent des plaisirs érotiques intenses.
Chez l'être humain (et certains autres animaux comme le chimpanzé, le bonobo, l'orang-outan et le dauphin), le comportement sexuel n'est plus seulement un comportement de reproduction, mais devient un comportement érotique. Au cours de l'évolution, l'importance et l'influence des hormones et des phéromones, sur le comportement sexuel a diminué. Or, chez les mammifères les plus simples, ce sont les phéromones qui sont à l'origine de l'hétérosexualité. Au contraire, l'importance des récompenses est devenue majeure. Chez l'être humain, le but du comportement sexuel n'est plus le coït vaginal mais la recherche des plaisirs érotiques, procurés par la stimulation du corps et des zones érogènes, peu importe le sexe du partenaire.
Il faut être prudent en ce qui concerne l'aspect biologique : d'abord, en raison de la nature polémique de ce sujet de recherche, en particulier dans les pays anglo-saxons, la validité des études n'est pas garantie ; ensuite, les expériences sur des jumeaux doivent être interprétées avec précaution, car il est difficile d'extrapoler une relation directe du niveau génétique au niveau comportemental.
Enfin, les expériences récentes suggérant l'existence d'une orientation sexuelle biologique, mise en évidence chez des homosexuels des deux sexes et dont l'origine serait due aux caractéristiques anatomiques et fonctionnelles de l'aire préoptique médiane,, ne permettent pas actuellement de savoir si ces caractéristiques fonctionnelles sont innées ou acquises. De nombreuses études publiées entre 1990 et 2010 accréditent néanmoins l'idée d'une orientation sexuelle déterminée définitivement au stade prénatal (entre la fécondation et la naissance) en raison notamment de facteurs hormonaux.
Une autre piste d'abord évoquée en 1981 puis reprise en 2004 indique que, dans certains cas, la préférence pour l'homosexualité proviendrait de circonstances particulières, par exemple d'expériences très positives (récompenses / renforcements) que les personnes auraient vécues avec des partenaires du même sexe,,. Cette approche est cependant remise en cause par des études publiées entre 2000 et 2010,.
Ces études prennent comme présupposé qu'un individu homosexuel naît avec des prédispositions à l'homosexualité, ce qui peut constituer un postulat déterministe et essentialiste lorsqu'il est fait abstraction des cas d'individus bisexuels ou dont l'orientation sexuelle change au cours de la vie[réf. nécessaire]. A contrario les opposants aux études sur l'origine biologique de l'homosexualité peuvent parfois défendre la thèse de l'origine purement sociale et donc acquise de l'homosexualité et tendent à négliger notamment le cas des homosexuels exclusifs et ne pouvant pas changer d'orientation sexuelle. Ces motivations sont souvent basées sur les théories psychanalytiques (freudisme, lacanisme), sans élément de preuve quant à la thèse de l'acquis.

##### Génétique
Des études basées sur des familles et des jumeaux ont suggéré que l’homosexualité masculine a une composante génétique, mais elles n’ont jamais pu préciser les gènes qui pourraient être impliqués (des études contradictoires ont conclu (ou non) que le chromosome Xq28 pourrait être en cause, mais cette hypothèse n'a pas été confirmée par la grande étude de 2019 d'Andrea Ganna & al. (voir plus bas)).
On s'est aussi demandé si des facteurs d'influences génétiques (gènes ou combinaison de gènes) pouvant potentiellement expliquer certains aspects sexuels de la personnalité (attirance, identité, hétérosexualité ou bisexualité ou homosexualité) et s'ils étaient différents selon qu'on soit femme ou homme. Une hypothèse est que des gènes codant les hormones sexuelles joueraient un rôle majeur,,, mais peu de preuves génétiques ou biologiques directes ont été trouvées.
Puis les progrès croisés de la génomique et du Big data ont permis de traiter d’énormes ensembles de données provenant de centaines de milliers de personnes, rendant les études bien plus « puissantes ». La plus ample des études jamais conduite en matière d’orientation sexuelle (pangénomique et ayant porté sur environ 500 000 personnes vivant aux États-Unis, au Royaume-Uni et en Suède) a été publiée en 2019 par Ganna & al., affinant des résultats déjà présentés en 2018. Elle confirme qu’il n’existe pas de gène de l’homosexualité (masculine ou féminine) ni de l’hétérosexualité ni pour l'androphilie et gynophilie ; et que même tous les marqueurs génétiques connus, pris dans leur ensemble, ne prédisent pas qu’un individu sera homosexuel, bisexuel ou hétérosexuel.
Selon les données scientifiques disponibles les marqueurs génétiques ne peuvent donc pas être utilisés pour prédire le comportement sexuel. Au contraire comme pour nos autres comportements complexes, la génétique influe sur le comportement sexuel mais en étant très « polygénique » : 25 % environ de nos comportements sexuels en dépendraient, mais via les interactions de centaines à milliers de gènes et loci, ayant chacun de petits effets, le comportement sexuel étant par ailleurs aussi très influencé par l'histoire de chacun, sa culture et les interactions sociales.
Un biais a été noté pour cette étude : en réalité, si une personne a déjà eu une relation sexuelle consentie avec une personne du même sexe, ce peut être par curiosité, ce qui pourrait refléter une ouverture à de nouvelles expériences plutôt qu'une orientation sexuelle. Au lieu de demander aux personnes interrogées « Avez-vous déjà eu des rapports sexuels avec une personne du même sexe ? » (question ne permettant pas de distinguer les homosexuels des bisexuels ou d’une personne ayant voulu tester ce type de relation), il aurait été utile de leur demander quelle était selon eux leur orientation sexuelle (ex. : par quel sexe vous sentez-vous le plus attiré(e) ?). Selon William Rice (biologiste de l’évolution à l’Université de Californie), cette étude présente aussi l’intérêt de montrer qu’« une grande partie de la population n'est pas exclusivement hétérosexuelle ».

#### Points de vue religieux
Comme la sexualité hétérosexuelle hors mariage, l'homosexualité est rejetée par la plupart des instances religieuses ; il existe cependant une forte disparité d'appréciation chez les fidèles, ce qui entre en contradiction avec les doctrines officielles. Les religions de type monothéiste se sont caractérisées par l'exclusion d'un discours positif sur l'homosexualité et par des dispositions violentes à cet égard ; mais le discours a évolué ici et là et un assouplissement a pu émerger.

##### Religions abrahamiques
Les religions abrahamiques rejettent catégoriquement les rapports sexuels homo-érotiques, très souvent au travers de ce qu'elles peuvent nommer sodomie, par l'établissement erroné d'une confusion entre la condamnation de la population de Sodome et Gomorrhe, adoratrice du Veau d'or, et l'homosexualité. Ainsi, elles utilisent abusivement un passage de l'Ancien Testament : Lévitique 18,22 : « Tu ne coucheras pas avec un homme comme tu couches avec une femme, car c'est une abomination. » Cet interdit avait cours au temps où les tribus abrahamiques, menacées, devaient assurer une reproduction maximale ; de nos jours, il n'a donc plus aucune valeur qu'historique. De fait, en Israël par exemple, on joue de cette sentence en estimant que n'est concerné que la sexualité qui se pratique allongée et non debout. La citation est utilisée pour stigmatiser en tous cas le rapport de pénétration anale. Le Nouveau Testament parle de passions infâmes, ce qui a trait à la honte et au rejet plutôt qu'à la condamnation : Romains 1,26-27 : « Dieu les a livrés à des passions infâmes ; car les femmes parmi eux ont changé l'usage naturel en un autre qui est contre nature. De même aussi les hommes, laissant l'usage naturel de la femme, ont été embrasés dans leur convoitise les uns pour les autres, commettant, homme avec homme, des choses infâmes, et recevant en eux-mêmes la récompense qui était due à leur égarement ». L'islam traditionnel, sunnite ou chiite, condamne l'homosexualité par le biais de la charia. Mais les condamnations sont variables d'une religion à l'autre, d'un État à un autre (certains États n'appliquant plus la sanction) et tendent donc à s'assouplir, mis à part en Afghanistan, au Yémen, au Brunei, en Iran, au Nigeria et au Qatar, pays les plus durs avec leur population, en particulier musulmane.
L'Église catholique a évolué vers un discours qui ne condamne plus les personnes homosexuelles mais qui en réprouve néanmoins certains actes et qui s'oppose encore aux célébrations d'union.
Ainsi, dans l'Église catholique, l'accent est mis sur l'accueil et la bienveillance à l'égard des personnes homosexuelles tout en maintenant une interdiction et une condamnation des relations sexuelles. Le pape François a ainsi déclaré en 2013 : « Si une personne est gay et cherche le Seigneur avec bonne volonté, qui suis-je pour la juger ? (…) Nous devons être frères ».
Le protestantisme, dans sa grande majorité, laisse les croyants seuls juges de leur foi et de la manière de l'appliquer. L'homosexualité dans l'anglicanisme, par exemple, semble s'éloigner du rejet de l'acte homosexuel issu du christianisme et au-delà, du judaïsme, avec bénédiction du mariage homosexuel ; mais cette acceptation n'est pas unanime dans l'Église. Certaines régions à majorité protestante, en Scandinavie, ont évolué vers une intégration des célébrations d'unions de personnes de même sexe.
En France, des associations confessionnelles autour des questions LGBT existent telles que David et Jonathan pour les chrétiens, Beit Haverim pour les juifs et Homosexuels musulmans de France pour les musulmans. Elles ne bénéficient toutefois pas d'une reconnaissance par les instances religieuses correspondantes.

##### Bouddhisme
Dans un entretien, le quatorzième dalaï-lama, Tenzin Gyatso, déclare : « Comme le christianisme, le bouddhisme recommande d'éviter les relations sexuelles avec quelqu'un du même sexe. Mais, d'un point de vue social, cela ne pose pas de problème pour les gens n'ayant pas de foi particulière, du moment que les rapports sont protégés. »

#### Psychanalyse
L'homosexualité masculine n'est pas une entité psychopathologique sous laquelle viendraient se placer les hommes qui aiment les hommes. La psychologie clinique et la psychiatrie ont pu à l'occasion rêver qu'il en soit ainsi. Le goût des nomenclatures porte à cette orientation, pas la psychanalyse. Les homosexuels ne forment pas un ensemble fermé. Il n'y a pas une, mais des homosexualités. C'est au cas par cas que s'envisage l'homosexualité masculine. (Castanet H. 2013)

### Dans le marketing
Le couple homosexuel est devenu une cible spécifique du marketing dans les pays occidentaux : le comportement public de certains gays a inspiré la publicité. En cela, le marketing a intégré un certain nombre de clichés gay,.
Ainsi, des opérateurs touristiques se sont spécialisés dans le « tourisme gay », des marques de vêtements, de lessives ou de voitures affichent des couples gays dans leurs campagnes publicitaires. Dans les années 1990, sont apparues chez les spécialistes du marketing communautaire des expressions telles que DINK (double income, no kids) — double revenu, pas d'enfants — ou encore pink dollar, pour parler du commerce ciblé sur les gays, lesbiennes, bisexuels et transgenres,.

### Contexte légal
- Mariage reconnu
- Autre type d’engagement reconnu
- Mariage à l’étranger reconnu
- Reconnaissance limitée du mariage homosexuel
- Reconnaissance limitée du mariage conclu à l’étranger (droit de séjour)
- Pas de reconnaissance des couples homosexuels

- Lois restreignant la liberté d’expression et d’association
- Peine théorique non appliquée en pratique
- Peine d’emprisonnement
- Peine de mort théorique et personnes non poursuivies
- Peine de mort

Le contexte légal concernant l'homosexualité varie très fortement d'un pays à l'autre. Dans certains, situés majoritairement en Afrique et au Moyen-Orient, l'homosexualité est explicitement interdite : avoir des relations sexuelles avec une personne du même sexe fait s'exposer à des sanctions judiciaires qui peuvent être la prison ou, dans 13 États ou partie d’État, la peine de mort. En 2022, 69 États dans le monde réprimaient l’homosexualité .
D'autres pays, tels que la Russie, ne condamnent pas l'homosexualité en tant que telle, mais restreignent la liberté d'expression des gays et lesbiennes.
Sans interdire l'homosexualité, de nombreux pays font subir des discriminations légales aux gays et lesbiennes : interdiction de rejoindre l'armée ou de donner son sang, limitation du mariage, de l'adoption ou de la procréation médicalement assistée aux couples hétérosexuels.
Enfin, indépendamment de l'ouverture aux homosexuels des mêmes droits qu'aux hétérosexuels, peuvent exister des législations protégeant spécifiquement les gays et les lesbiennes, en interdisant la discrimination à leur égard dans le domaine du travail ou du sport ou en punissant spécifiquement les violences verbales et physiques à leur égard.

#### Déclaration de Montréal sur les droits humains des LGBT

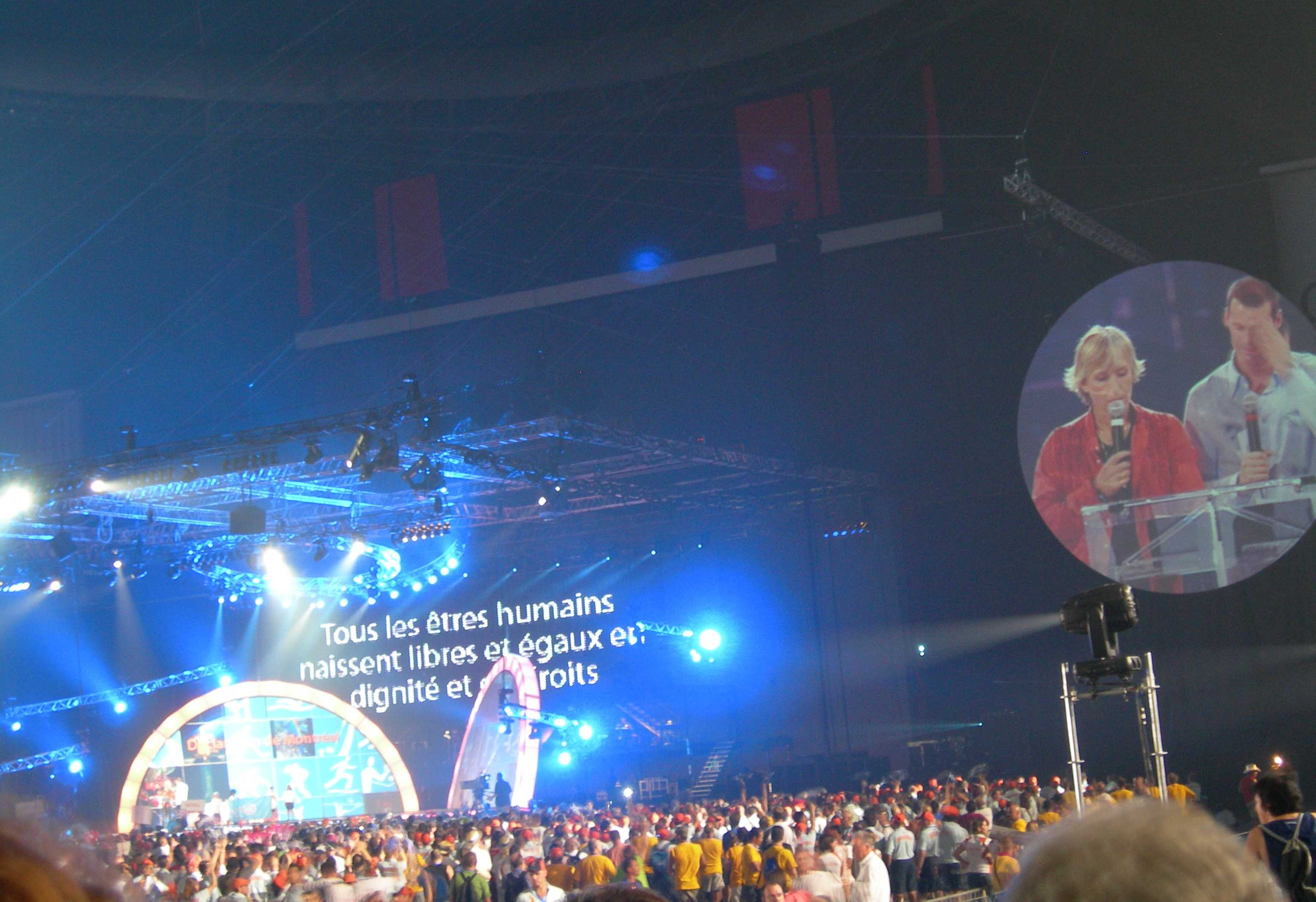
Martina Navrátilová et Mark Tewksbury lisent la Déclaration de Montréal lors de l'ouverture des Outgames le 29 juillet 2006 au Stade olympique de Montréal.

Les participants de la Conférence internationale sur les droits humains des LGBT de Montréal, qui s'est tenue dans le cadre des premiers Outgames mondiaux 2006, rédigent puis rendent publique, le 29 juillet 2006, la déclaration de Montréal sur les droits humains des LGBT. Elle est diffusée auprès de l'Organisation des Nations unies (ONU) et des gouvernements nationaux afin de mobiliser leur appui au respect des droits LGBT.
La Déclaration de Montréal fait le point sur les droits des LGBT dans le monde en général et dans le monde du sport en particulier. Elle dénonce le double discours de l'ONU qui n'applique pas suffisamment aux homosexuels la Déclaration universelle des droits de l'homme. Plusieurs droits fondamentaux, y compris à la vie, sont bafoués dans plusieurs pays membres de l'ONU, où l'homosexualité est criminalisée.
La déclaration de Montréal interpelle également les gouvernements du monde et certaines grandes religions. Les premiers parce qu'ils ne garantissent pas aux homosexuels le droit de se marier entre eux et les secondes parce qu'elles n'appliquent pas leurs principes de tolérance envers les homosexuels. Cette vision est cependant contestable, puisque l'on demande à des religions ancestrales de faire fi d'interdits absolus. Cette intolérance et les tabous entourant la question nuisent, selon la Déclaration de Montréal, à la lutte contre le sida.
Plus de 1 500 délégués ont traversé le globe pour participer à cette Conférence et y discuter dans les différents ateliers et plénières, où plusieurs experts internationaux ont pris la parole dont Louise Arbour, haute-commissaire aux droits de l'homme de l'ONU et la tenniswoman Martina Navrátilová.